# Sydlig jättestormfågel
Sydlig jättestormfågel (Macronectes giganteus) är en stor havsfågel, mycket närbesläktad med nordlig jättestormfågel (Macronectes halli), i familjen liror inom ordningen stormfåglar. 

## Utseende, fältkännetecken och anatomi
Jättestormfåglarna har till skillnad från albatrosserna bredare vingar, kortare stjärt, kraftigare kropp och upplevs som mindre graciösa i luften. Den har en mycket kraftig gulfärgad näbb som är täckt av hornplattor. Dessutom har de en distinkt rörformig näsöppning vilket kännetecknar hela ordningen. Ögonen är små och fötternas färg är svart- eller brunaktig. Hanen är i genomsnitt större än honan.
Jättestormfåglarna delar med albatrosser en anpassning där en sena låser skuldrorna när vingen är fullt utfälld vilket innebär att vingen kan hållas ut från kroppen utan någon muskelansträngning.. Dock saknar de albatrossernas eleganta flygstil utan flyger istället med en serie långsamma slag med styva vingar omväxlande med korta glid.
Arten når en vingspann över 200 centimeter och en kroppslängd mellan 84 och 92 centimeter. Den sydliga jättestormfågeln är polymorf och förekommer i en mörk och en vit fas till skillnad från nordlig jättestormfågel som bara förekommer i en mörk fas. Den vita fasen föds vit och är så livet igenom med bara ett antal mörka prickar på ovansidan. Den mörka fasen har en närmast helmörk juvenil dräkt som senare ljusnar, främst kring ansiktet, bröstet och buken. 

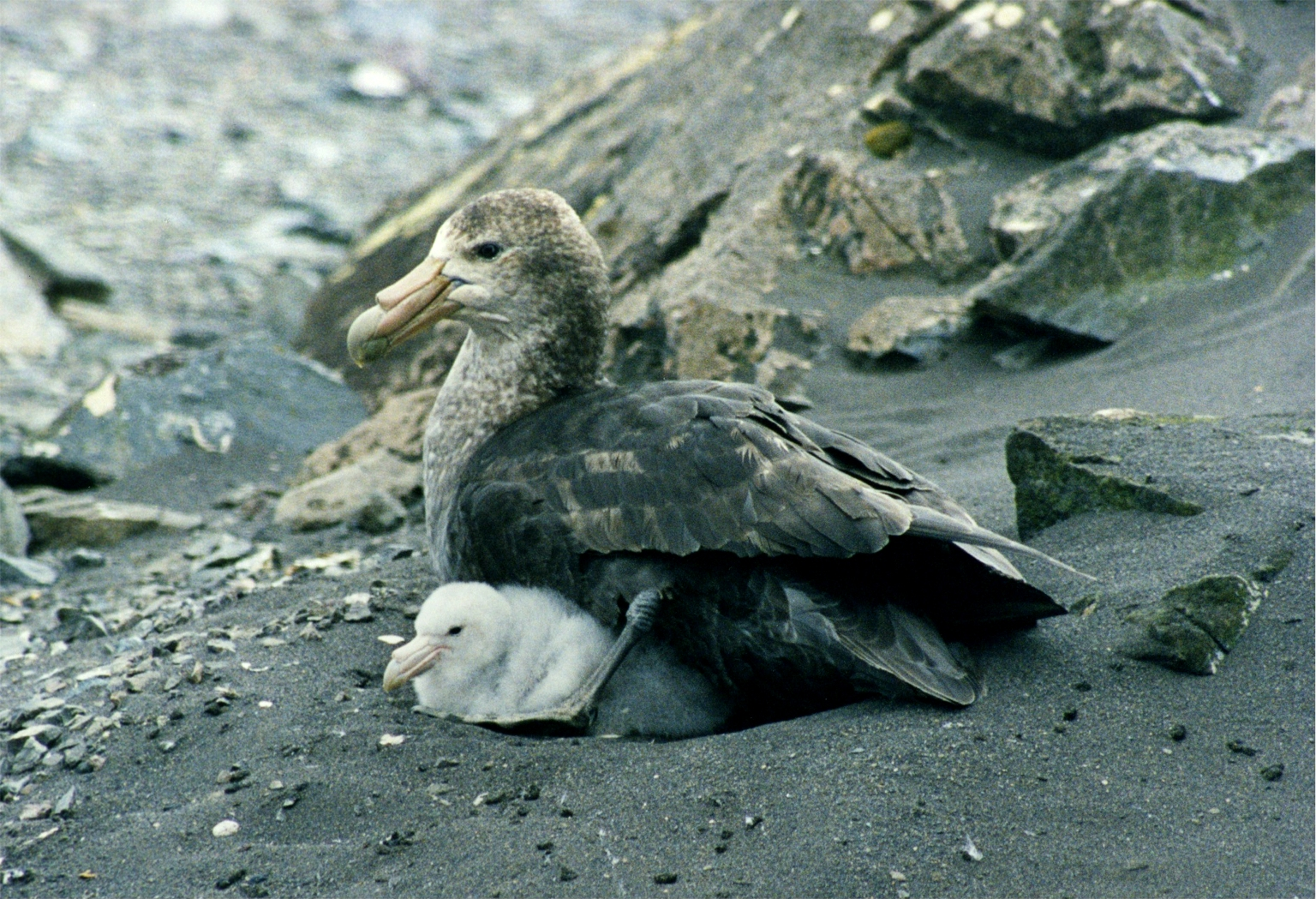
Häckande sydlig med kläckt unge.

Att skilja de båda arterna av jättestormfågel i fält är inte alltid enkelt. Enklast skiljer man dem åt i adult dräkt då den nordliga arten har mörka vingframkanter och röd näbbspets med ett mörkt fält på undre näbbspetshalvan, medan den sydliga har vita vingframkanter, ljus näbbspets och ett ljusgrönt fält på undre näbbspetshalvan. Juvenila individer i mörk fas kan vara svåra att artbestämma även på närmre håll.

## Taxonomi och utbredning
Tillsammans med de två arterna av stormfågel (Fulmarus glacialis och F. glacialoides), ispetrell (Pagodroma nivea), antarktispetrell (Thalassoica antarctica) och brokpetrell (Daption capense) bildar jättestormfåglarna en undergrupp i familjen liror. Före 1966 behandlades de båda jättestormfåglarna som en art. Sydlig och nordlig jättestormfågel förekommer sympatriskt och häckar till och med gemensamt på flera öar och det förekommer individer med intermediärt utseende på exempelvis Falklandsöarna och Gough Island.
De båda arterna av jättestormfågel förekommer bara på södra jordklotet. Sydlig jättestormfågel häckar vid Antarktis kustlinje och på flera subantarktiska öar och häckar på öar i Antarktiska oceanen. Utanför häckningstiden lever fågeln pelagiskt. De sprider sig då norrut till mer tempererade hav över ett mycket stort område, och når så långt som till Stenbockens vändkrets. Ett säkert fynd av sydlig jättestormfågel har gjorts i Europa, 2 september 1991 utanför Italien. Ytterligare två fynd finns av jättestormfågel obestämd till art, dels 2 november 1967 utanför Frankrike, dels 2 juli 2019 utanför Durham i Storbritannien.

## Beteende, häckning och föda

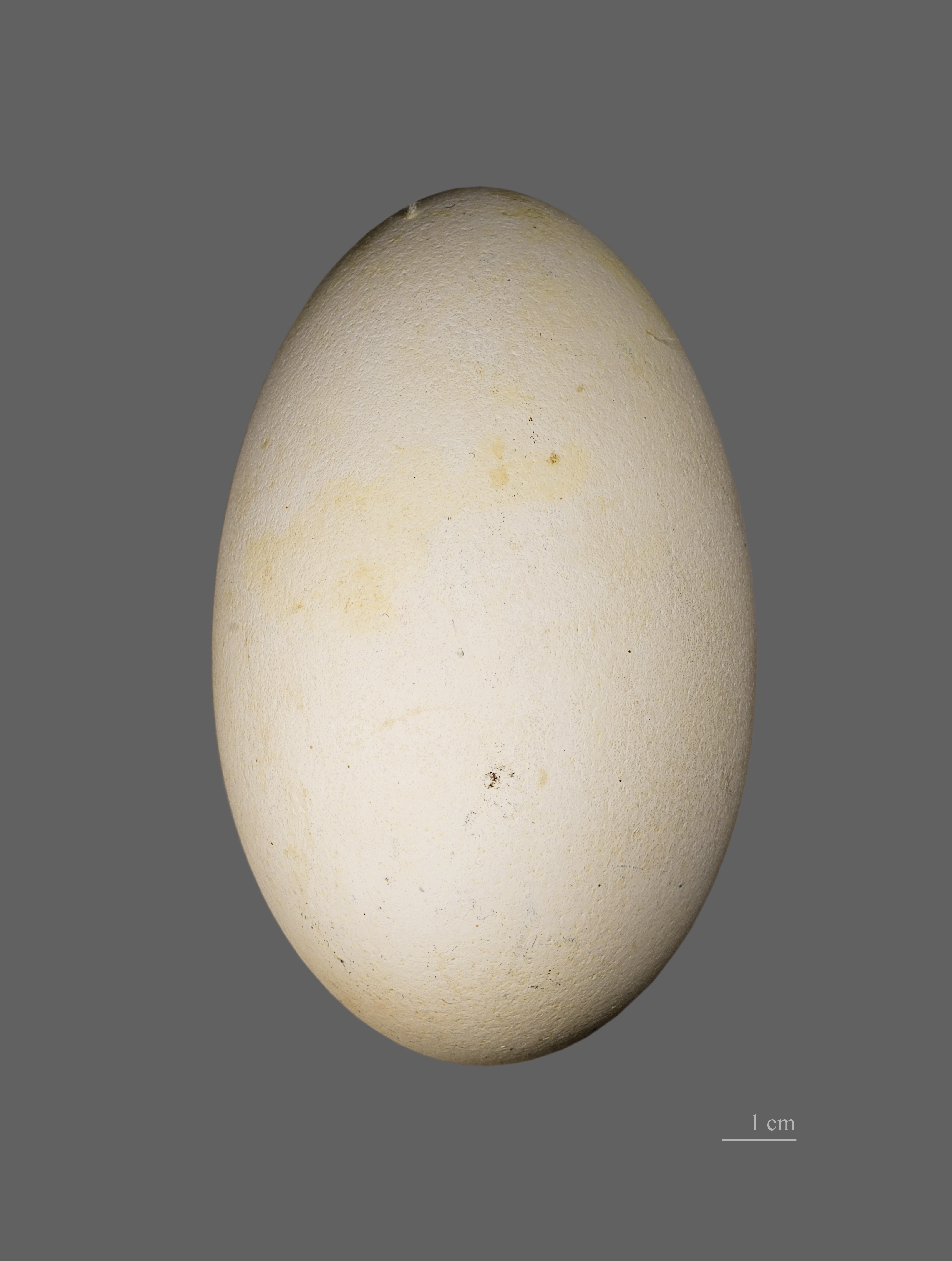
Ägg av jättestormfågel.

I motsats till nordlig jättestormfågel ruvar arten i kolonier.
Sydlig jättestormfågel livnär sig huvudsakligen av as som den hittar drivande på havet, men även krill. Jättestormfåglarna är unika inom sin ordning då de har starka ben och födosöker på land där de äter as från andra fåglar och av säl och attackerar andra arters fågelungar. Den äter även juvenila pingviner och följer ofta efter fartyg på jakt efter avfall. Det är huvudsakligen honor som jagar levande djur. När fågeln känner sig hotad utstöter den ett illaluktande oljehaltigt ämne ur magsäcken.

## Status och hot
Arten har ett stort utbredningsområde och en stor population, och tros öka i antal. Utifrån dessa kriterier kategoriserar internationella naturvårdsunionen IUCN arten som livskraftig (LC). Världspopulationen uppskattas till uppemot 100.000 individer.